# Abraxas faceta
Abraxas faceta là một loài bướm đêm trong họ Geometridae.